# Coleophora zukowskii
Coleophora zukowskii é uma espécie de mariposa do gênero Coleophora pertencente à família Coleophoridae.